# أوتوجيرو

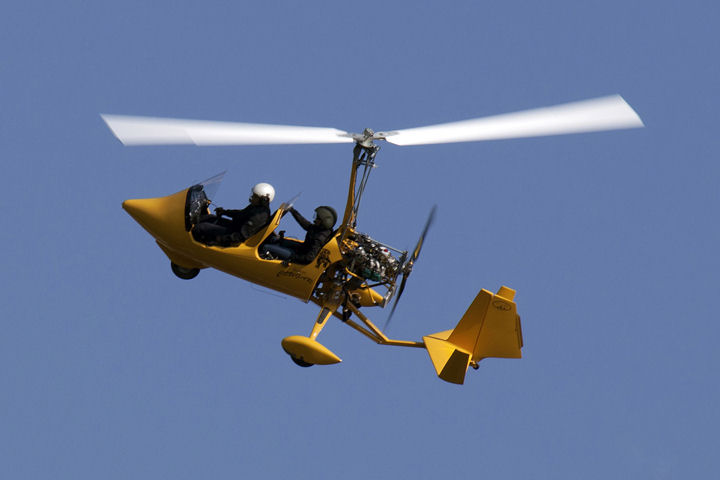
طائرة دوارة تحلق فوق مطار تورينو ايرتاليا.

الطائرة الدوَّارة أو طائرة جيرو أو أوتوجيرو هي نوع من طائرات دوار تم اختراعه من قبل الإسباني خوان دي لا سيرفا عام 1919، وأقلعة بنجاح في 9 يناير عام 1923 في حقل طيران كواترو فينتوس (Cuatro Vientos Airfield) في مدريد. وهي تستخدم دوار كالمروحية لتقلع. وفي حين تستخدم المروحية محرك لتدير الدوار، تستخدم الطائرة الدورة قوى حركية هوائية لتدير الدور عن طريق دوران ذاتي. ويقوم محرك بتشغيل مروحة لتؤمن الدفع الأمامي للطائرة الدوارة.